# Combat de l'île d'Odensholm
Première Guerre mondiale
Batailles
- Blocus allié de l'Allemagne
- Odensholm (08-1914)
- 1re Heligoland (08-1914)
- Action du 22 septembre 1914
- Falklands (12-1914)
- Dogger Bank (01-1915)
- Gotland (07-1915)
- Golfe de Riga (08-1915)
- Yarmouth et Lowestoft (04-1916)
- Jutland (05-1916)
- Funchal (12-1916)
- Combat entre le Leopard et le HMS Achilles
- Pas-de-Calais (04-1917)
- Combat entre le HMAS Sydney et le LZ92
- Détroit de Muhu (10-1917)
- 2e Heligoland (11-1917)
- Croisière de glace (02/03-1918)
- Zeebruges (04-1918)
- 1er Ostende (04-1918)
- 2e Ostende (05-1918)
- Sabordage allemand à Scapa Flow (06-1919)

Bataille de la mer Noire
- 12 octobre 1914
- Odessa (10-1914)
- Novorossiisk
- Feodosia
- Cap Sarytch
- île Kirpen (1re)
- île Kirpen (2e)

Front d'Europe de l'Ouest
Front italien
Front d'Europe de l'Est
Front des Balkans
Front africain
Front du Moyen-Orient
Le combat de l'île d'Odensholm est un engagement naval livré le 26 août 1914 en mer Baltique, près de l'île d'Odensholm, dans le golfe de Finlande, entre les marines allemande et russe durant la Première Guerre mondiale (1914-1918). 
Ce combat mineur eut cependant une conséquence déterminante pour les opérations navales ultérieures des Alliés en ce que des documents saisis allaient permettre de percer le chiffre des Allemands.

## Le film des événements
Au début du conflit, les croiseurs légers allemands Augsburg et Magdeburg reçurent pour mission de patrouiller en mer Baltique et de déposer des mines.
Lors de l'une de ces missions, par temps de brouillard, de nuit, le Magdeburg s'échoue près de l'île d'Odensholm. Toutes les tentatives, tant de l'équipage que du destroyer d'escorte V.26, pour le sortir de cette situation sont sans résultat. Ces péripéties ont été remarquées par l'équipage russe du phare d'Odensholm. Ils alertent l’état-major de la flotte de la Baltique.
Le commandant du croiseur, Korvettenkapitän R. Habenicht doit se résoudre à abandonner le navire. Les documents secrets sont brûlés dans une chaudière, des charges de démolition installées. Mais au moment où l'équipage se prépare à gagner le V26, deux croiseurs russes arrivent sur les lieux.
Le torpilleur V26 prend la fuite, laissant le Magdeburg à son destin. Le "Magdeburg" est incapable de se défendre, les bâtiments russes se plaçant en angle mort par rapport à lui, et avec son équipage en proie à une légère panique, il est en partie détruit. Son commandant et 56 marins sont faits prisonniers.
Les prisonniers, envoyés en Sibérie pour la durée de la guerre, n’ont pas raconté ce qui s'est passé.
Le chef des services d'écoute et de renseignements de la flotte de la Baltique russe, le capitaine Nepenine, mis au courant, envoie rapidement une équipe inspecter ce qui reste de l'épave. Là, le lieutenant Mikhail Hamilton fait la trouvaille de sa vie. Dans la cabine du commandant, sous une pile de linge, il met la main sur un exemplaire du code secret de la Marine allemande.
Le Magdeburg ne disposait pas d'un unique exemplaire de ce document extrêmement secret, mais de trois exemplaires.
Des plongeurs russes ont trouvé ensuite, au fond de l'eau, un troisième exemplaire, jeté par-dessus bord au moment de l'arrivée des croiseurs russes. En prime, ceux-ci récupèrent des cartes, le code des signaux, etc. documents qui avaient été conservés pour communiquer avec les navires de secours attendus.
Le troisième exemplaire, soigneusement séché, est photographié et envoyé aux flottes de la mer Noire et de la Baltique. Le deuxième exemplaire est apporté à Londres par les capitaines Khedrov et Smirnov qui le remettent en mains propres au Premier Lord de l'Amirauté, Winston Churchill.
Comparés avec les éléments dont disposaient déjà les Britanniques et grâce au travail de la fameuse « Room 40 », ces documents allaient permettre aux Alliés de percer complètement les codes allemands leur offrant ainsi un avantage décisif sur leurs adversaires. Les Allemands, ignorant la trouvaille des Russes, ne changèrent pas leurs systèmes de codage.
D'un certain côté, le brouillard d'Odensholm aura contribué à la victoire du Jutland.

## Navires engagés
- Marine impériale russe.
  - 2 croiseurs :Bogatyr et Pallada

- Marine impériale allemande
  - 1 croiseur :Magdeburg
  - 1 destroyer : V.26